# Place Charles-Aznavour (Erevan)
 (novembre 2020).
Si vous disposez d'ouvrages ou d'articles de référence ou si vous connaissez des sites web de qualité traitant du thème abordé ici, merci de compléter l'article en donnant les références utiles à sa vérifiabilité et en les liant à la section « Notes et références ».
La place Charles-Aznavour (en arménien : Շառլ Ազնավուրի հրապարակ), est une petite place de la capitale arménienne Erevan.

## Situation et accès
Elle st située dans le district de Kentron. 

## Origine du nom
La place est nommée en l'honneur du chanteur franco-arménien Charles Aznavour dans le cadre des célébrations du 10e anniversaire de l'indépendance arménienne en 2001. 

## Bâtiments remarquables et lieux de mémoire
La place adjacente à la rue Abovyan comprend un certain nombre de lieux importants, dont :
- le théâtre russe Stanislavski ;
- le cinéma Moscou ;
- les bureaux de l'Union des artistes d'Arménie ;
- Le Grand Hôtel Erevan (en), situé dans la rue Abovyan, donne également sur la place ;
- La place a également accueilli le vernissage d'Erevan (en), avant que ce dernier ne déménage à son emplacement actuel.